# Coenonympha balestrei
Coenonympha balestrei är en fjärilsart som beskrevs av Hans Fruhstorfer 1910. Coenonympha balestrei ingår i släktet Coenonympha och familjen praktfjärilar. Inga underarter finns listade i Catalogue of Life.